# 京都经济短期大学
京都经济短期大学（日语：／ Kyoto Keizai Tanki Daigaku *），简称经短（けいたん）或京经（きょうけい），是一所位于日本京都府京都市西京区的私立短期大学。

## 概要

### 简介
- 学校最早可以追溯到1907年[1]。短期大学为于1993年开办[1]、由学校法人明德学园经营。

### 历史
- 1993年 京都经济短期大学成立并同时设置经营信息学科。

## 学校环境
- 校区：在京都府京都市西京区

## 历任校长
- 河合信雄：就任于1993年。第一代短期大学校长
- 柏尾昌哉：就任于1995年
- 堤钱之：就任于1998年
- 福西康雄：就任于2000年
- 西川宝：就任于2006年
- 野上宪男：就任于2008年
- 岩田年浩：就任于2008年

## 组织

### 学科
- 经营信息学科[注 1]

### 专科
| - 没有 |

### 业余课程
| - 没有 |

## 相关链接
- 日本短期大学列表